# Acentroscelus guianensis
Acentroscelus guianensis es una especie de araña cangrejo del género Acentroscelus, familia Thomisidae. Fue descrita científicamente por Taczanowski en 1872.

## Distribución
Esta especie se encuentra en América del Sur: Perú y Guayana Francesa.

## Tratamiento taxonómico
La especie aparece registrada y publicada en Les aranéides de la Guyane française. Horae Societatis Entomologicae Rossicae 9: 64–112, pl. 3–4.